# NA-2330
La  NA-2330  es una carretera local perteneciente a la Red de Carreteras de Navarra que se inicia en PK 13,74 de NA-150 y termina en PK 29,82 de N-135. Tiene una longitud de 20,07 kilómetros.